# 沁水站
沁水站是一个侯月线上的铁路车站，位于山西省沁水县城关镇，建于1995年，目前为四等站，邮政编码为048200。目前客运：办理旅客乘降；行李、包裹托运；不办理货运营业。